# 水町浩
水町 浩（みずまち ひろし、1980年2月16日 - ）は、日本の男性キックボクサー。長崎県出身。士魂村上塾所属。
マーシャルアーツ日本キックボクシング連盟第4代スーパーライト級、第17代ウェルター級、初代WMAF世界ウェルター級王者。第3代RISEライト級王者。

## 来歴

### プロデビュー
佐世保実業高等学校を卒業。1999年1月31日、マーシャルアーツ日本キックボクシング連盟でプロデビュー。
2002年9月28日、山木ジム＆東金ジム主催「SPIRIT」のMA日本ライト級王者決定戦に出場。水町は2位にランクされており、木村允（同級1位）と対戦。5R判定2-0で破れ、王座獲得にはいたらなかった。点差は1点・2点と僅差だった。
2003年11月、木村允に押し気味の判定ドロー。試合後に判定結果でかなり揉めた１戦。
2004年1月18日、MA日本主催「SUPREME-1 〜最高のキック〜」のMA日本ライト級タイトルマッチに出場。水町は同級1位にランクされており、木村充（王者）の持つ王座に挑戦した。前回の判定結果で揉めたため急遽組まれた1戦だったが、水町は5R判定3-0で敗れ、木村は3度目の防衛に成功した。ジャッジの採点では4点差が2人、6点差が1人と大差をつけられる敗北だった。

### 日本王座獲得
2004年11月21日、「SUPREME-7 CHAMPION CARNIVAL 7階級タイトルマッチ」のMA日本スーパーライト級タイトルマッチで井上哲（王者）と対戦。5R判定0-3で勝利し王座を獲得。同月30日に出身校である佐世保実業高等学校に来校し、校長室でチャンピオンベルトを持って王座獲得を報告。
2005年7月16日、新撰組プロモーションが主催する「新・格闘技の祭典2005」のショーダウンマッチ（67kg契約、3分3R/延長2分2R）に出場。ミルチャ・サボウ（ルーマニア）を2R0:22KOで下す。
2005年8月14日、MA日本ウェルター級王座次期挑戦者決定戦で丸山元樹と対戦し、2RKO勝ちを収め王者・白須康仁への挑戦権を獲得した。挑戦権獲得に伴い、スーパーライト級王座を返上した。

### 日本王座2階級制覇
2005年11月6日、東京のディファ有明で行われた「DETERMINATION（決心）9th 〜CHAMPION CARNIVAL MA日本6階級タイトルマッチ〜」のMA日本ウェルター級暫定王者決定戦で山崎通明（同級3位）と対戦。この時、水町は同級1位にランクされていた。試合は水町が顔面への跳び膝蹴りで1R1:43KO勝ちし、暫定王者になった。試合後、山崎は立ち上がれず担架で運ばれた。
2006年3月4日、MA日本主催興行の中で行われた2005年度連盟表彰で、技能賞を受賞。
2006年4月29日、MA日本主催「SURPRISING-3rd」のMA日本ウェルター級王座統一戦に出場。白須康仁（王者）と対戦し、3Rに右フックでダウンを奪われ5R0-3の判定負けを喫し、王座から陥落する。
2007年4月6日、MA日本主催「BREAKDOWN 3 〜打破〜」の交流戦ウェルター級3分3Rショーダウンマッチ1に出場。NJKFのKEN（NJKF同級3位）と対戦。3R1:50KOで勝利する。

### 3度目の日本王座獲得
2007年6月10日に東京の後楽園ホールで行われた、MA日本主催「BREAKDOWN（打破）5 〜新東金ジム29周年記念 戦場の狼3〜」のMA日本ウェルター級王者決定戦で笹谷淳（同級2位）と対戦。この時も、水町は1位にランクされていた。1R終了間際に笹谷の肘打ちで左目尻をカットし、2Rは左ハイキックで一瞬体がふらつく場面も見られた。しかし、直後に跳び膝蹴りからのパンチの連打で最初のダウンを奪うと、さらに跳び膝で2度目のダウンを奪った。笹谷は立ち上がったが、直後にセコンドがタオルを投入し、水町の2R2:18TKO勝ちとなった。この試合で日本2階級制覇に成功した。試合後の勝利者インタビューでは、K-1参戦をアピールした。
2007年9月9日に、東京ディファ有明で開催された「第27回士道館杯争奪ストロングオープントーナメント全日本空手道選手権大会」に出場。フルコンタクト空手軽中量級（70kg以下）で優勝した。

### 世界王座獲得
2007年9月29日に、10月21日に東京のディファ有明で開催されるMAキック主催「BREAKDOWN-7 〜打破〜」のメインイベントで行われる予定だったWMAF世界ウェルター級初代王者決定戦の延期が発表された。水町はこの試合で、喜入衆（J-NETWORKスーパーライト級王者）と対戦する予定だったが、水町の左拳骨折のため延期になった。
2008年4月29日、「BREAK THROUGH-3 〜突破口〜」のWMAF世界ウェルター級初代王者決定戦（3分5R/延長1R）で喜入衆（前J-NETWORKスーパーライト級王者）と対戦。5R判定2-1で勝利し、初代世界ウェルター級王者となった。点差が1点という薄氷の勝利だった。世界タイトルを取ったことで、日本タイトルは返上した。
2009年2月15日、「BREAK THROUGH-9 〜突破口〜」のWMAF世界ウェルター級タイトルマッチで北山高与志と対戦し、判定負け。王座から陥落した。
2010年5月30日、WMAF世界ウェルター級王座決定戦で一貴と対戦し、TKO負けで王座返り咲きならず。

## 戦績
| キックボクシング 戦績 | キックボクシング 戦績 | キックボクシング 戦績 | キックボクシング 戦績 | キックボクシング 戦績 | キックボクシング 戦績 | キックボクシング 戦績 |
| --------------------- | --------------------- | --------------------- | --------------------- | --------------------- | --------------------- | --------------------- |
| 53 試合               | (T)KO                 | 判定                  | その他                | 引き分け              | 無効試合              |                       |
| 29 勝                 | 12                    |                       | 0                     | 5                     | 0                     |                       |
| 19 敗                 | 3                     | 9                     | 0                     | 5                     | 0                     |                       |

| 勝敗 | 対戦相手         | 試合結果                                      | 大会名 | 開催年月日     |
| ×    | 田中秀和         | 3R終了 判定0-2                                | マーシャルアーツ日本キックボクシング連盟「BREAK-8 〜士道館新春興行〜」 | 2011年1月15日  |
| ×    | 一貴             | 2R 1:23 TKO（ドクターストップ：左目尻カット） | マーシャルアーツ日本キックボクシング連盟 「BREAK-2 〜WMAF世界フェザー級タイトルマッチ＆ウェルター級王座決定戦〜」 【WMAF世界ウェルター級王座決定戦】                         | 2010年5月30日  |
| ×    | 為房厚志         | 2R 0:54 KO（3ノックダウン）                   | マーシャルアーツ日本キックボクシング連盟「BREAK THROUGH-13 〜突破口〜」 【WBCムエタイルール統一王座決定戦 ウェルター級 準決勝】                                              | 2009年10月18日 |
| ×    | 北山高与志       | 5R終了 判定0-3                                | マーシャルアーツ日本キックボクシング連盟 「2009士道館新春興行 BREAK THROUGH-9 〜添野道場40周年記念大会〜」 【WMAF世界ウェルター級タイトルマッチ】                            | 2009年2月15日  |
| ○    | 北山高与志       | 3R+延長R終了 判定2-1                          | マーシャルアーツ日本キックボクシング連盟 「BREAK THROUGH-7 〜CHAMPION CARNIVAL〜 MA日本キック連盟4階級タイトルマッチ」                                                       | 2008年10月19日 |
| ○    | 喜入衆           | 5R終了 判定2-1                                | マーシャルアーツ日本キックボクシング連盟「BREAK THROUGH-3 〜突破口〜」 【WMAF世界ウェルター級王座決定戦】                                                                    | 2008年4月29日  |
| ○    | 笹谷淳           | 2R 2:18 TKO（タオル投入）                     | マーシャルアーツ日本キックボクシング連盟 「BREAKDOWN（打破）5 〜新東金ジム29周年記念 戦場の狼3」 【MA日本ウェルター級王者決定戦】                                            | 2007年6月10日  |
| ○    | KEN              | 3R 1:50 KO（3ダウン：ボディへの左前蹴り）     | マーシャルアーツ日本キックボクシング連盟「BREAK DOWN 3 〜打破〜」 | 2007年4月6日   |
| ×    | 川端健司         | 3R+延長R終了 判定0-3                          | R.I.S.E. DEAD or ALIVE TOURNAMENT '06 【1回戦】 | 2006年12月17日 |
| ○    | 笹谷淳           | 1R 2:10 KO（右膝蹴り）                        | マーシャルアーツ日本キックボクシング連盟 「SURPRISING 6 〜東金ジム28周年記念 戦場の狼2〜」                                                                                   | 2006年8月6日   |
| ×    | 白須康仁         | 5R終了 判定0-3                                | マーシャルアーツ日本キックボクシング連盟「SURPRISING 3rd」 【MA日本ウェルター級王座統一戦】                                                                                  | 2006年4月29日  |
| ×    | 尾崎圭司         | 2R 1:23 KO（3ノックダウン：上段後ろ回し蹴り） | R.I.S.E. DEAD or ALIVE TOURNAMENT '05 | 2005年12月18日 |
| ○    | 山崎通明         | 1R 1:43 KO（右跳び膝蹴り）                    | マーシャルアーツ日本キックボクシング連盟 「DETERMINATION（決心）9th 〜CHAMPION CARNIVAL MA日本6階級タイトルマッチ〜」 【MA日本ウェルター級暫定王座決定戦】                   | 2005年11月6日  |
| ○    | 丸山元樹         | 2R 1:09 KO（3ダウン：膝蹴り）                 | マーシャルアーツ日本キックボクシング連盟 「DETERMINATION（決心）7th 〜梶原一騎19回忌追悼記念 第8回梶原一騎杯 キックガッツ2005〜」 【MA日本ウェルター級王座次期挑戦者決定戦】 | 2005年8月14日  |
| ○    | ミルチャ・サボウ | 2R 0:22 KO                                    | 新・格闘技の祭典2005【キックボクシングルール】 | 2005年7月16日  |
| ○    | 森本達也         | 判定3-0                                       | BRAVE CORE III | 2005年5月29日  |
| ○    | 井上哲           | 5R終了 判定3-0                                | マーシャルアーツ日本キックボクシング連盟 「SUPREME-7 CHAMPION CARNIVAL 〜7階級タイトルマッチ〜」 【MA日本スーパーライト級タイトルマッチ】                                    | 2004年11月21日 |
| ×    | 木村充           | 5R終了 判定0-3                                | マーシャルアーツ日本キックボクシング連盟「SUPREME-1 〜最高のキック〜」 【MA日本ライト級タイトルマッチ】                                                                      | 2004年1月18日  |
| △    | 木村允           | 5R終了 判定1-0                                | マーシャルアーツ日本キックボクシング連盟「FINAL EXPLOSION 〜全階級タイトルマッチ〜」 【MA日本ライト級タイトルマッチ】                                                        | 2003年11月24日 |
| ○    | 小石川勝         | 5R終了 判定3-0                                | マーシャルアーツ日本キックボクシング連盟「EXPLOSION-3 〜挑戦者決定戦最終章〜」 【MAライト級王座挑戦者決定戦】                                                                | 2003年9月14日  |
| ○    | ロマノフ・デニス | 5R終了 判定3-0                                | 新・格闘技の祭典【キックボクシングルール】 | 2003年7月13日  |
| ×    | 中村玄志         | 5R終了 判定0-3                                | マーシャルアーツ日本キックボクシング連盟「EXPLOSION-1」 | 2003年1月25日  |
| ×    | 木村充           | 5R終了 判定0-2                                | マーシャルアーツ日本キックボクシング連盟「SPIRIT」 【MA日本ライト級王座決定戦】                                                                                              | 2002年9月28日  |
| ○    | 泉雄策           | 5R終了 判定3-0                                | マーシャルアーツ日本キックボクシング連盟 「SHIMOKITA GROUND ZERO PT2」 | 2002年5月26日  |
| △    | 山崎通明         | 5R終了 判定1-0                                | マーシャルアーツ日本キックボクシング連盟「新春正月興行」 | 2002年1月18日  |
| ○    | 手塚豊           | 判定3-0                                       | KAKIDAMISHI 2 | 2001年12月16日 |
| ×    | 笹羅崇裕         | 5R終了 判定0-3                                | マーシャルアーツ日本キックボクシング連盟「『闘い続ける男たち』パート2」 | 2001年6月15日  |
| △    | 木村充           | 5R終了 判定0-0                                | マーシャルアーツ日本キックボクシング連盟「MILLENNIUM CHAMPION CARNIVAL」 | 2000年10月6日  |
| ○    | 竹村亮           | 3R終了 判定3-0                                | マーシャルアーツ日本キックボクシング連盟「COMBAT-2000 王道」 | 2000年7月20日  |
| ○    | 田辺克弥         | 2分3R終了 判定3-0                             | マーシャルアーツ日本キックボクシング連盟 「戦国シリーズ仁義なき闘いパート3 Millennium Battle 2000」                                                                          | 2000年1月30日  |
| ○    | 篠原肇           | 2分3R終了 判定                                | マーシャルアーツ日本キックボクシング連盟「マーシャルアーツスピリット」 | 1999年11月26日 |
| ×    | 木村充           | 3R終了 判定0-3                                | マーシャルアーツ日本キックボクシング連盟 「SET FIRE II 〜キックに火をつけろ!〜」                                                                                             | 1999年9月25日  |
| △    | 井上展利         | 2分3R終了 判定1-0                             | マーシャルアーツ日本キックボクシング連盟 「添野道場30周年記念大会 仁義なき闘いパート2」                                                                                      | 1999年6月18日  |
| ○    | 山田正和         | 2R 3:00 KO                                    | マーシャルアーツ日本キックボクシング連盟「最強を求めて」 | 1999年4月24日  |
| ○    | 大里直樹         | 3R TKO                                        | マーシャルアーツ日本キックボクシング連盟 | 1999年1月31日  |

## 獲得タイトル
- アマチュア
  - オープントーナメント第5回全日本空手道選手権大会軽中量級優勝（2004年）
  - 第27回士道館杯争奪ストロングオープントーナメント全日本空手道選手権大会フルコンタクト空手軽中量級（70kg以下） 優勝（2007年9月9日）
- プロ
  - 第4代マーシャルアーツ日本キックボクシング連盟スーパーライト級王座（0度防衛）
  - 第17代マーシャルアーツ日本キックボクシング連盟ウェルター級暫定王座（0度防衛）
  - 第18代マーシャルアーツ日本キックボクシング連盟ウェルター級王座（0度防衛）
  - 初代WMAF世界ウェルター級王座（0度防衛）
  - 第3代RISEライト級王座（0度防衛）

## 受賞歴
- 2005年度技能賞（MA日本、2006年3月4日）